# Vardan II Dadiani
Vardan II Dadiani fou mtavari de Mingrèlia i eristhavi de Svanètia del 1184 al 1213. Era descendent de Vardan I Dadiani originari de Svanètia i senyor d'aquesta regió suposadament més de mil anys enrere. Va ser designat mtavari hereditari el 1184. Va morir el 1213 i el va succeir el seu fill Serghil Dadiani.